# Gala Placídia
Élia Gala Placídia (Ravena, 392 - Roma, 27 de novembro de 450) foi uma imperatriz-consorte romana do ocidente, esposa do imperador Constâncio III entre 417 e 422. Antes disso, ela era casada com o rei dos visigodos, Ataulfo, entre 414 e a morte dele no ano seguinte. Gala Placídia era filha do imperador Teodósio, e atuou como regente de seu filho, Valentiniano III, entre 423 e 437. Por toda a vida foi uma das principais forças políticas do Império Romano.

## Família
Gala Placídia era filha do imperador Teodósio com sua segunda esposa, Gala, que, por sua vez, era filha do imperador Valentiniano I e sua segunda esposa, Justina. O irmão mais velho de Gala, Graciano, morreu jovem e sua mãe morreu no parto de João, que também morreu, em 394. Placídia era uma meia-irmã mais nova pelo lado paterno dos imperadores Arcádio e Honório. Sua meia-irmã mais velha, Pulquéria, morreu antes dos pais segundo Gregório de Níssa, o que nos permite inferir que ela teria morrido antes de Élia Flacila, a primeira esposa de Teodósio I, em 385.

## Primeiros anos

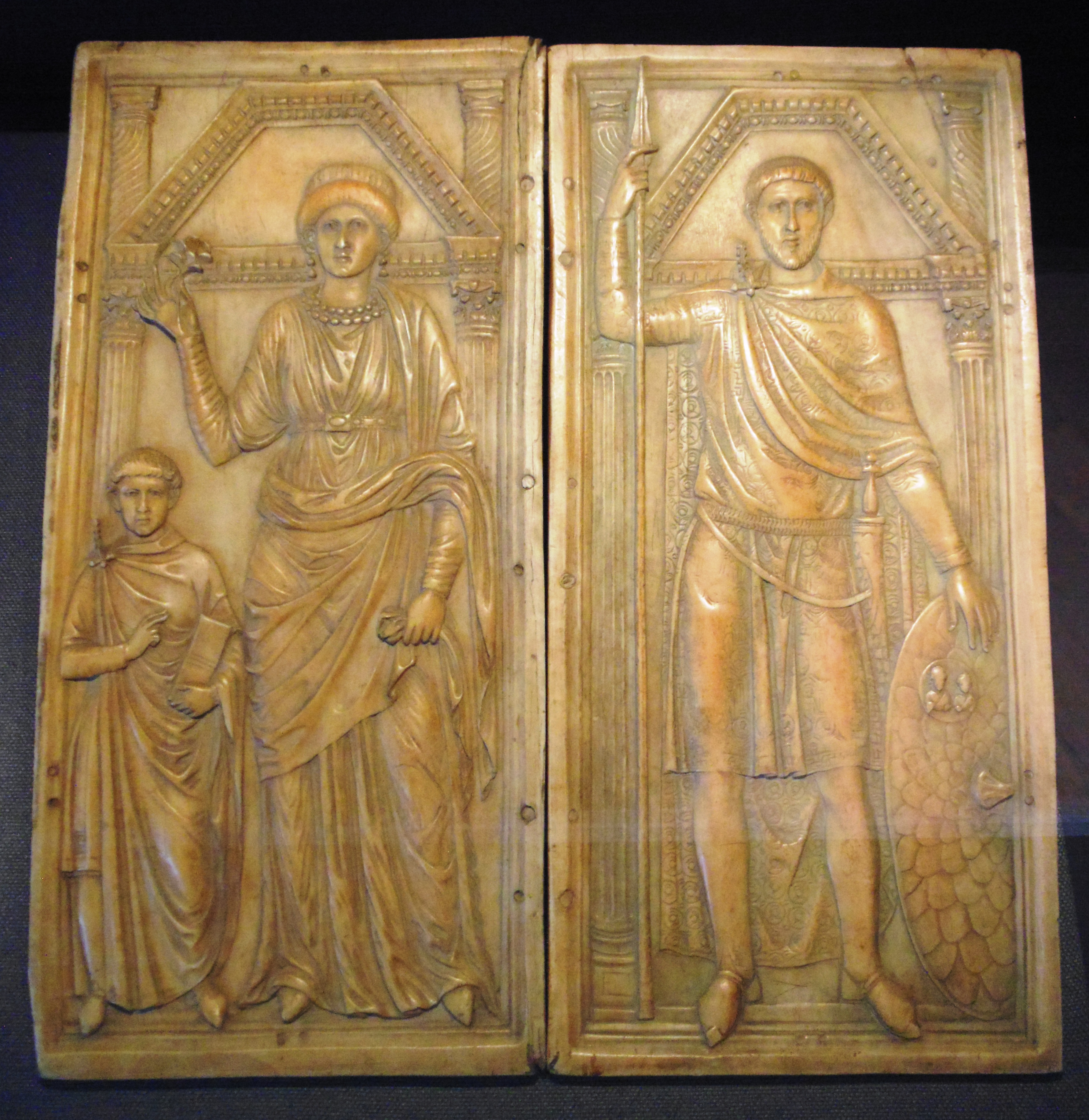
Díptico de Estilicão e Serena com o filho Euquério.
c. 395. No Duomo of Monza, na Itália

Gala Placídia recebeu propriedades do pai no início da década de 390 e já era independente financeiramente dele ainda menor de idade. Ela foi convocada para a corte do pai em Mediolano em 394 e estava presente quando o pai morreu em 17 de janeiro de 395. Ainda na infância ela recebeu o título de nobilissima puella ("garota mais nobre").
Ela passou a maior parte dos seus primeiros anos na corte de Estilicão, o vândalo, e sua esposa Serena, uma prima de Arcádio, Honório e Placídia. Presume-se que ali aprendeu a bordar e costurar e é possível que tenha recebido um educação clássica, mas não se conhecem os detalhes. O poema "Elogio a Serena", de Claudiano, e a "Historia Nova", de Zósimo, clarificam que o pai de Serena era um outro Honório, mais velho, irmão de Teodósio I. De acordo com o "De Consulatu Stilichonis", de Claudiano, Placídia foi prometida a Euquério, o único filho conhecido de Estilicão e Serena e este planejado casamento seria a terceira união entre a família do vândalo com membros da Dinastia teodosiana, seguindo-se ao de Serena com Estilicão e ao de Maria, filha deles, com Honório.
Estilicão era o mestre dos soldados (magister militum) do Império Romano do Ocidente, a única pessoa conhecida a deter a patente de "mestre dos soldados na presença" ("magister militum in praesenti") entre 394 e 408 tanto no ocidente quanto no oriente. Ele também era "mestre da cavalaria e infantaria" ("magister equitum et peditum"), encarregado tanto das forças de infantaria quanto de cavalaria do Império do Ocidente. Em 408, Arcádio morreu e foi sucedido por seu filho Teodósio II, de apenas sete anos de idade. Estilicão planejava ir até Constantinopla para "se encarregar da gestão dos assuntos de Teodósio", convencendo o próprio Honório a não fazê-lo pessoalmente. Logo depois, Olímpio, "um oficial de patente entre os guardas da corte" tentou convencer Honório que Estilicão estava na verdade conspirando para depor Teodósio II e colocar Euquério no seu lugar. Olímpio liderou um golpe de estado militar que o colocou no controle sobre Honório e sua corte. Estilicão foi preso e executado em 22 de agosto do mesmo ano. Euquério tentou se refugiar em Roma, mas foi preso por Arsácio e Tarêncio, dois eunucos a serviço do imperador, que o executaram logo em seguida. Honório nomeou Tarêncio seu camareiro imperial, com Arsácio como seu primeiro subordinado. A queda da família de Estilicão deixou Placídia livre de contratos matrimoniais.

## Primeiro casamento
Nas convulsões que se seguiram à queda de Estilicão, esposas e filhos dos federados foram assassinados por toda a península Itálica, pois eles eram considerados aliados dele. A consequência natural foi que todos os homens, que chegavam a 30 000, correram para o lado de Alarico I, rei dos visigodos, clamando por alguém que os liderasse contra seus covardes inimigos. Alarico se dispôs a fazê-lo e os liderou na travessia dos Alpes Julianos e, em setembro de 408, acampou de frente para as Muralhas Aurelianas iniciando o cerco à capital. Roma ficou cercada, com breves interrupções, de 408 até 24 de agosto de 410. Zósimo relata que Placídia estava na cidade. Quando Serena foi acusada de conspirar com Alarico, "todo o senado, por isso, juntamente com Placídia, irmã uterina do imperador, acharam por bem que ela deveria ser executada". As razões de Placídia não foram esclarecidas no relato.
Antes da queda e saque de Roma, Placídia foi capturada por Alarico. Seu cativeiro foi relatado por Jordanes e Conde Marcelino, embora nenhum deles esclareça como isso aconteceu. Ela seguiu com os visigodos quando eles deixaram a península e entraram na Gália em 412. O líder deles, Ataulfo, sucessor de Alarico, selou uma aliança com Honório contra Jovino e Sebastiano, imperadores rivais que reinavam na Gália. Ele conseguiu derrotar e executar os dois no ano seguinte.
Depois que a cabeça de Joviano e Sebastiano chegaram à corte de Honório em Ravena no final de agosto - elas seriam depois enviadas para Cartago para serem exibidas com as cabeças de outros usurpadores nas muralhas - as relações entre Ataulfo e Honório melhoraram e foram cimentadas com o casamento do rei visigodo com Gala Placídia em 1 de janeiro de 414. Segundo Hidácio, as núpcias foram celebradas com grandes festividades romanas e com presentes retirados de todo o espólio que os godos levaram de Roma. Prisco Átalo fez o discurso de casamento, um clássico epitalâmio. O historiador Jordanes afirma que eles se casaram antes, em 411, em Fórum de Lívio (Forum Livii; atual Forlì), mas ele pode estar se referindo à data em que os dois deixaram de ter uma relação de captor e cativa e passaram a se relacionar.

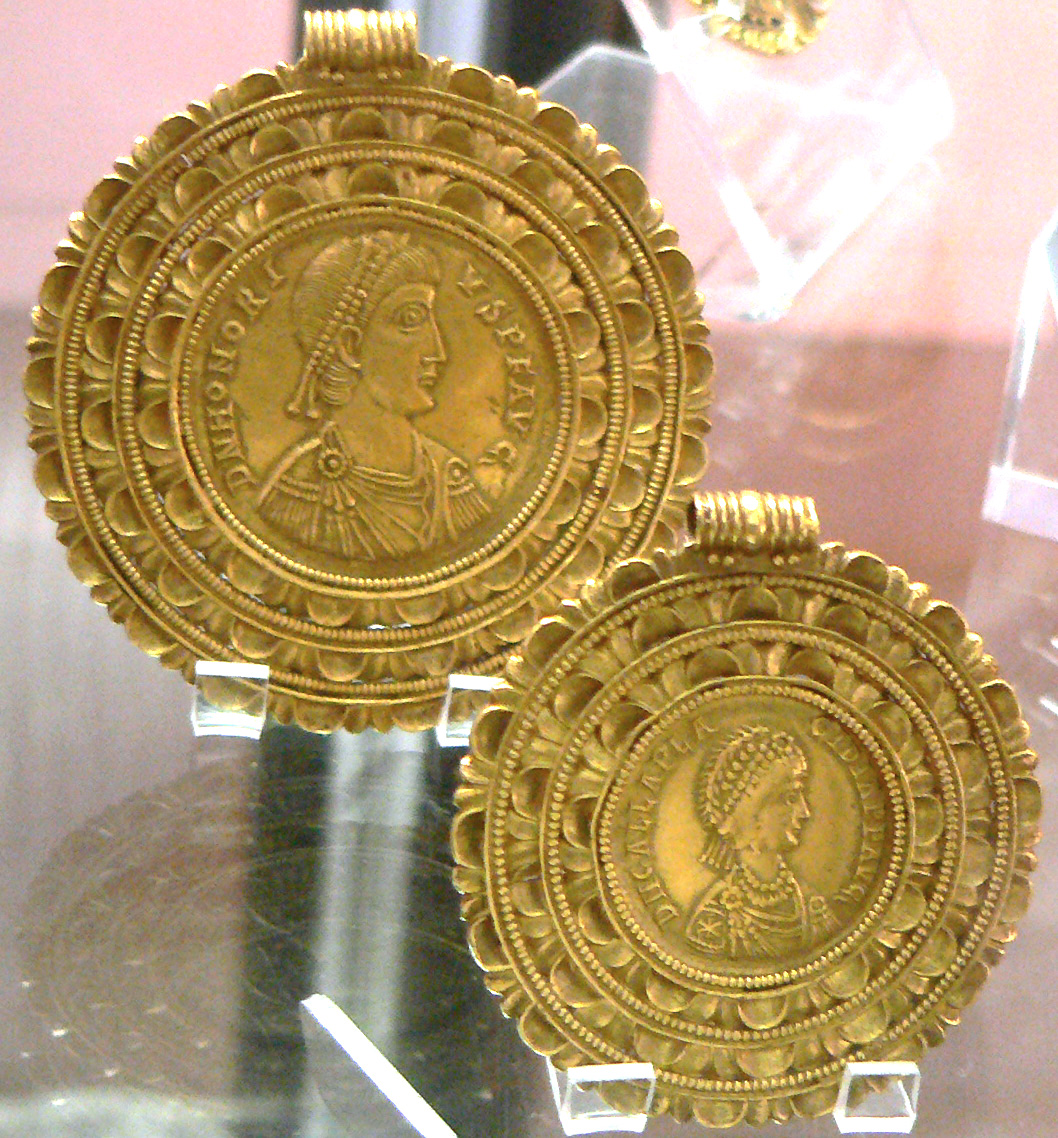
Gala Placídia e seu meio-irmão Honório, c. 425
Atualmente no Cabinet des Médailles, em Paris

Placídia e Ataulfo tiveram apenas um filho, chamado Teodósio. Ele nasceu em Barcelona no final de 414, mas ele morreu no início do ano seguinte, eliminando assim a possibilidade de uma linhagem romano-visigoda. Anos depois, o cadáver foi exumado e re-enterrado no mausoléu imperial na Antiga Basílica de São Pedro, em Roma. Na Hispânia, Ataulfo aceitou imprudentemente entre seus seguidores um homem identificado como Dúbio ("Dubius") ou "Eberwolf", um antigo seguidor de Sarus, um chefe militar germânico que fora morto lutando por Jovino e Sebastiano. Desde então, Dúbio tinha um ardente desejo de vingar seu antigo mestre e, assim, no palácio de Barcelona, Ataulfo foi assassinado enquanto se banhava em agosto/setembro de 415.
A dinastia dos Amalos rapidamente proclamou Sigerico, um irmão de Sarus, como próximo rei dos visigodos. De acordo com a "A História do Declínio e Queda do Império Romano", de Edward Gibbon, o primeiro ato do reino de Sigerico "foi desumano assassinato" dos seis filhos de Ataulfo de um casamento anterior "que ele arrancou, sem dó, dos esquálidos braços de um venerável bispo" (Sigesar, bispo dos godos). Quanto a Gala Placídia, sendo viúva de Ataulfo, foi "tratada de forma insultosa e cruel", tendo sido forçada a andar quase vinte quilômetros a pé juntamente com uma multidão de prisioneiros que seguiam à frente de Sigerico, que vinha a cavalo. A visão dos sofrimentos da viúva, porém, tornou-se um dos fatores que atiçaram os indignados adversários do usurpador, que rapidamente assassinaram Sigerico e o substituíram por Vália, um parente de Ataulfo.

## Segundo casamento
De acordo com o Chronicon Albeldense, parte do Codex Roda, Vália estava desesperado para conseguir alimento para seu povo. Ele se rendeu para Constâncio III, que era, na época, o mestre dos soldados de Honório, negociando nos termos um status de federados para os visigodos. Placídia foi devolvida a Honório como parte do tratado, e o imperador forçou-a a se casar com Constâncio em 1 de janeiro de 417. A filha dos dois, Justa Grata Honória nasceu provavelmente no mesmo ano ou no seguinte. A história de Paulo, o Diácono, menciona-a primeiro entre os filhos do casamento, sugerindo que ela seria a primogênita. O filho deles, Valentiniano, nasceu em 2 de julho de 419.
Placídia interveio na crise sucessória que se seguiu à morte do papa Zósimo em 26 de dezembro de 418. Duas facções do clero romano haviam eleito seus próprios papas, a primeira elegendo o Eulálio, em 27 de dezembro, e a outra, Bonifácio no dia seguinte. Eles atuaram como papas rivais, ambos em Roma, e suas facções provocaram grandes tumultos na cidade. Símaco, o prefeito de Roma, enviou um relato à corte imperial em Ravena requisitando uma decisão sobre o assunto. Placídia e, presume-se, Constâncio apoiaram Eulálio, na que foi, provavelmente, a primeira intervenção imperial numa eleição papal.
Honório inicialmente confirmou Eulálio como legítimo papa. Contudo, o ato não foi suficiente para encerrar a controvérsia e Honório convocou um sínodo de bispos italianos a ser realizado em Ravena para decidir a questão. Ele se realizou entre fevereiro e março de 419, mas não conseguiu chegar num consenso. O imperador chamou um outro sínodo para maio, desta vez incluindo bispos da Gália e da África. Em paralelo, os dois papas rivais receberam ordens para deixar Roma. Conforme a Páscoa se aproximava, porém, Eulálio retornou para a cidade e tentou tomar para si a Arquibasílica de São João de Latrão para "presidir as cerimônias pascais". Tropas imperiais conseguiram impedi-lo e as cerimônias foram conduzidas por Aquileu, bispo de Espoleto. O conflito custou a Eulálio as graças imperiais e Bonifácio foi proclamado o papa legítimo em 3 de abril de 419, retornando a Roma uma semana depois. Placídia havia escrito pessoalmente para os bispos africanos convocando-os para o sínodo e três destas cartas sobreviveram.
Em 8 de fevereiro de 421, Constâncio foi proclamado augusto e se tornou um coimperador com Honório, que não tinha filhos. Placídia foi proclamada augusta e era a única no ocidente, pois Honório havia se divorciado de Termância, sua segunda esposa, em 408, e jamais se casou novamente. Nenhum dos títulos foi reconhecido por Teodósio II, o imperador no oriente. Constâncio teria reclamado da perda de liberdade e privacidade que sobreveio com o título de imperador e morreu doente em 2 de setembro de 421, encerrando o período de Placídia como imperatriz-consorte.

## Viúva

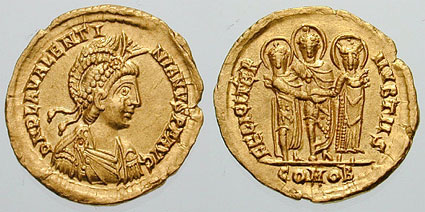
Soldo mostrando no anverso o busto de Valentiniano III, filho de Gala Placídia. No reverso o casamento dele com a filha de Élia Eudócia, Licínia Eudóxia. Abraçando os dois está o imperador do oriente (e pai da noiva) Teodósio II.

A própria Gala Placídia agora foi forçada a deixar o Império do Ocidente. Embora o motivo ainda seja obscuro, o que se discutia eram as cada vez mais escandalosas carícias em público que ela recebia do irmão Honório - pelo menos foi essa a interpretação de Olimpiodoro de Tebas, um historiador utilizado como fonte por Zósimo, Sozomeno e, provavelmente, Filostórgio, como demonstrou J.F. Matthews. Gibbon tinha uma opinião diferente: "O poder de Placídia; e a indecorosa familiaridade com o irmão, que pode não ser nada mais do que um sintoma de uma afeição infantil, foram universalmente atribuídas a um amor incestuoso".
Ainda de acordo com ele, "De repente, por conta de algumas intrigas básicas de um mordomo e uma babá, esta afeição excessiva se converteu numa discussão irreconciliável: os debates do imperador e sua irmã não estavam mais confinados às muralhas do palácio; e conforme os soldados godos se aliava à sua rainha, a cidade de Ravena foi agitada por tumultos sangrentos e perigosos, que só poderiam ser apaziguados pela força ou pelo retiro voluntário de Placídia e seus filhos. Os exilados reais desembarcaram em Constantinopla logo depois do casamento de Teodósio, durante um festival celebrando as vitórias persas. Eles foram tratados com gentileza e magnificência; mas como as estátuas do imperador Constâncio haviam sido rejeitadas pela corte oriental, o título de augusta não pôde ser decentemente conferido à viúva". Esta passagem data a chegada de Placídia e seus filhos depois do casamento de Teodósio II com Élia Eudócia, que se sabe ter ocorrido em 7 de junho de 421. As "vitórias persas" mencionadas foram provavelmente sobre alguma vitória na breve guerra romano-sassânida de 421-422, sob a liderança respectivamente de Teodósio e Vararanes V do Império Sassânida. "O general Ardabúrio [pai de Áspar] estava em campanha em Arzanena e conseguiu uma vitória no outono de 421 que forçou os persas a se retirarem para Nísibis, que Ardabúrio passou a cercar. Ele levantou o cerco com a chegada de um exército sob o comando de Vararanes, que avançou em seguida para atacar Resena. Enquanto isso, os sarracenos de Hira, liderados por Alamúndaro, foram enviados para invadir a Síria, mas foram derrotados por Viciano. Durante as negociações de paz, os persas atacaram os romanos e foram derrotados por Procópio, o genro de Antêmio (Sócrates Escolástico VII.18-20). A imperatriz Eudócia celebrou a guerra num poema em métrica heroica (Sócrates VII.21)". Os "sarracenos de Hira" eram os lacmidas de Hira, árabes cristãos que viviam na região centro-sul do que hoje é o Iraque.
Em 15 de agosto de 423, Honório morreu de edema, provavelmente um edema pulmonar. Sem nenhum membro da dinastia teodosiana presente em Ravena para reivindicar o trono, esperava-se que Teodósio II nomeasse um coimperador para o ocidente. Porém, ele hesitou e a decisão demorou a sair. Aproveitando-se do vácuo, Castino, um patrício, tentou ser um fazedor de reis. Ele declarou João, o primicério dos notários ("tabelião chefe", o chefe do serviço civil), como sendo o novo imperador romano do ocidente. Entre seus aliados estava Flávio Aécio, filho de Flávio Gaudêncio, mestre dos soldados, e Aurélia. O governo de João foi aceito nas províncias da Itália, Gália, Hispânia, mas não na África.
Teodósio II reagiu preparando Valentiniano III para uma eventual promoção à função de imperador. Em 423-424, Valentiniano foi nomeado nobilíssimo e, em 424, noivou-o com Licínia Eudóxia, sua prima de primeiro grau e filha de Teodoro com Élia Eudócia.  Na época, ele tinha quatro anos de idade e Eudóxia, apenas dois. Gibbon chama o noivado de "o acordo das três mulheres que governaram o mundo romano", falando de Gala Placídia, sua sobrinha, Élia Pulquéria, e a cunhada de Pulquéria, Élia Eudócia. Ainda em 424, Valentiniano foi proclamado césar.
A campanha contra João também começou neste ano. As forças do Império Romano do Oriente se juntaram em Tessalônica e estavam sob o comando de Ardabúrio, o vitorioso general das guerras romano-persas. A força invasora cruzou o Adriático por duas rotas diferentes. Áspar, filho de Ardabúrio, liderou a cavalaria por terra, seguindo a costa dos Bálcãs até o norte da Itália. Placídia e Valentiniano se juntaram a este grupo. Ardabúrio e a infantaria embarcaram em navios da marinha imperial numa tentativa de alcançar Ravena por mar. Áspar marchou suas forças até Aquileia, tomando a cidade de surpresa, sem enfrentar resistência. A frota, por outro lado, foi dispersada por uma tempestade. Ardabúrio e duas de suas galés foram capturados por forças leais a João e o general foi levado cativo até Ravena.
Ardabúrio foi tratado com cortesia por João, que provavelmente pretendia negociar com Teodósio o fim das hostilidades. O prisioneiro recebeu a "liberdade de cortesia" de passear pela corte e pelas ruas de Ravena durante sua prisão. Ele se aproveitou e entrou em contato com as forças de João, convencendo algumas delas a desertarem para o lado de Teodósio. Os conspiradores contataram Áspar e o chamaram para vir à Ravena. Um pastor guiou a cavalaria de Áspar através dos pântanos do rio Pó até os portões da cidade. Cercado por fora e com desertores dentro, a cidade foi rapidamente capturada. João foi preso e teve a sua mão direita amputada; ele foi então montado num jumento, paradeado pelas ruas da cidade e terminou sendo decapitado no hipódromo de Aquileia.
Com João morto, Valentiniano foi oficialmente proclamado o novo augusto do Império Romano do Ocidente em 23 de outubro de 425 na presença do senado romano. Três dias depois da morte de João, Aécio chegou com reforços para seu exército, com um número - provavelmente exagerado - de 60 000 hunos vindos do outro lado do Danúbio. Depois de algumas escaramuças, Placídia e Aécio chegaram num acordo que criaria a base política do império no ocidente pelos próximos trinta anos. Os hunos foram pagos e enviados para casa, enquanto que Aécio recebeu o título de mestre dos soldados da Gália (magister militum per Gallias).

## Regente
Gala Placídia atuou como regente de Valentiniano de 425 até ele alcançar seu décimo-oitavo aniversário em 2 de julho de 437. Entre seus primeiros aliados estava Bonifácio, o governador da Diocese da África. Aécio, seu rival na corte, conseguiu defender de Arles contra Teodorico I dos visigodos e arrancou-lhes um tratado no qual alguns nobres gálicos foram entregues como reféns. O futuro imperador Ávito visitou Teodorico, viveu na sua corte e ensinou seus filhos.

### Conflito entre Bonifácio e Aécio
O conflito entre Placídia e Bonifácio começou em 429. A imperatriz nomeou Bonifácio como general na Líbia. Procópio relata que Aécio jogou um contra o outro alertando Placídia sobre Bonifácio e aconselhando a imperatriz a reconvocá-lo a Roma; simultaneamente, ele escreveu para Bonifácio alertando que Placídia estava prestes a convocá-lo sem justa causa para poder se livrar dele.
Bonifácio, confiando no aviso de Aécio, se recusou a ir quando convocado; e, pensando estar com sua posição comprometida, buscou uma aliança com os vândalos da Península Ibérica. Os vândalos então atravessaram o Mediterrâneo e foram à Líbia para se juntarem a ele. Para os amigos de Bonifácio em Roma, este aparente ato de hostilidade contra o império pareceu completamente estranho a uma pessoa como Bonifácio. Eles viajaram até Cartago a pedido de Placídia para interceder junto a ele, que lhes mostrou então as cartas de Aécio. Com a trama agora revelada, seus amigos retornaram a Roma e contaram para a imperatriz o que havia ocorrido. Ela não agiu contra Aécio, que detinha poder demais e grande influência, e também por que o império já estava em perigo, mas ela urgiu Bonifácio para que voltasse para Roma "não permitisse que o império dos romanos ficasse sob a mão de bárbaros".

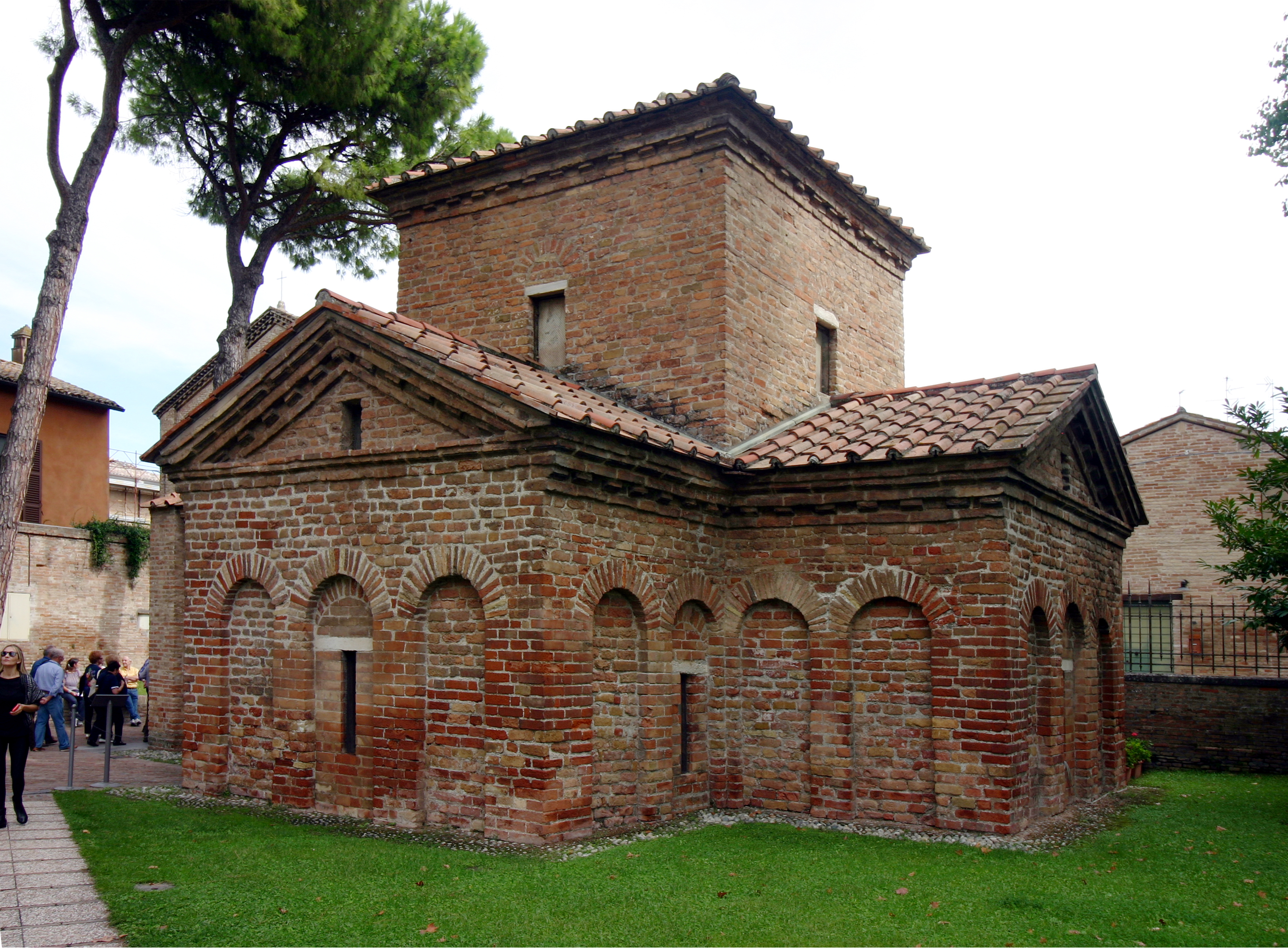
Mausoléu de Gala Placídia, em Ravena

Bonifácio agora se arrependeu da aliança com os vândalos e tentou persuadi-los a voltar para a Península Ibérica. Geiserico ao invés disso declarou guerra e cercou Bonifácio em Hipona, na Numídia, pelo mar. Santo Agostinho era o bispo de Hipona e morreu neste cerco. Incapaz de tomar a cidade, os vândalos eventualmente levantaram o cerco. Com reforços sob o comando de Áspar, a luta recomeçou, mas os vândalos dizimaram as forças romanas e a África foi perdida para os vãndalos.
Bonifácio havia, neste meio tempo, voltado para Roma, onde Placídia o elevou à dignidade de patrício e deu-lhe o comando de todos os exércitos romanos. Aécio retornou da Gália com uma força de "bárbaros" e travou combate com Bonifácio na sangrenta Batalha de Ravena, vencida pelas forças da imperatriz. Bonifácio venceu, mas foi mortalmente ferido e morreu poucos dias depois, enquanto que Aécio foi compelido a se retirar para a Panônia.

### Ascensão de Aécio
Com seus generais mais leais mortos ou agora apoiando Aécio, Placídia reconheceu o inevitável: o inimigo foi reconvocado do exílio em 433, foi feito patrício e recebeu o título de mestre dos soldados. As nomeações fizeram dele o comandante de facto de todo o exército romano ocidental e deu-lhe uma considerável influência sobre a política geral do império. Placídia continuou a atuar como regente até 437, mas agora com poderes significativamente reduzidos. Ela continuaria ainda influente na corte até a sua morte, em 450, mas sem jamais voltar a ser, como fora antes, o único poder na corte romana.
Aécio posteriormente teve um papel fundamental na defesa do Império Romano do Ocidente contra a ameaça de Átila, o Huno. O comandante huno voltou sua atenção de Constantinopla para a Itália por causa de uma carta da filha de Placídia, Justa Grata Honória, na primavera de 450, pedindo-lhe que a resgatasse de um casamento indesejado com um senador romano que a a família imperial, incluindo Placídia, estava tentando forçar. Honória incluiu seu anel de noivado na carta. Embora ela não tenha pretendido pedir Átila em casamento, o huno assim escolheu interpretar a mensagem e, aceitando, pediu metade do Império do Ocidente como dote. Quando Valentiniano descobriu a tramoia, apenas a influência de Placídia evitou que ela matasse Honória. O imperador escreveu para Átila negando a legitimidade deste suposto pedido de casamento, mas o huno, pouco convencido, enviou um emissário a Ravena para proclamar que Honória era inocente, que a proposta havia sido legítima e que ele iria lutar pelo que era por direito seu. Honória foi rapidamente casada com Flávio Basso Herculano, o que não evitou que Átila continuasse a reivindicar seu suposto direito a ela.
Placídia morreu logo depois, em Roma, em novembro de 450 e não viveu para ver Átila arrasar Itália entre 451 e 453, numa campanha muito mais brutal do que a dos godos na década de 400, e utilizando a carta de sua filha como a única justificativa "legítima".

## Obras públicas
Placídia era uma cristã calcedoniana fervorosa e sabe-se que teve São Pedro Crisólogo como conselheiro e amigo.
Por influência sua, diversas igrejas foram construídas ou restauradas. Entre elas, a Basílica de São Paulo Extramuros em Roma e a Igreja do Santo Sepulcro em Jerusalém. Ela construiu também a Igreja de San Giovanni Evangelista em Ravena como agradecimento pela sua vida e de seus filhos depois de sobreviver a uma tempestade enquanto atravessava o Adriático. Na inscrição dedicatória se lê: "Gala Placídia, juntamente com seu filho Plácido Valentiniano Augusto e sua filha Justa Grata Honoria Augusta, pagaram sua promessa pela libertação do perigo no mar".
Seu Mausoléu em Ravena é um Patrimônio Mundial da Humanidade da UNESCO desde 1996. Porém, há dúvidas se o edifício alguma dia serviu de fato como seu túmulo. Ele foi inicialmente erigido como uma capela dedicada a São Lourenço de Roma e não se sabe se os sarcófagos que lá estão continham os corpos de membros da Dinastia teodosiana e nem quando foram levados para lá.